# Азербайджанська мова
Азербайджанська мова (азерб. Azərbaycan dili آذربایجان دیلی, Azərbaycan türkcəsi آذربایجان تورکجه‌سی, türk dili تورک دیلی) належить до огузької підгрупи тюркської групи алтайської сім'ї мов. Поширена в Азербайджані, Грузії, Ірані, Іраку, Туреччині. Азербайджанською розмовляють близько 23 мільйони людей.
Азербайджанська мова має 4 діалектні групи: східну, західну, північну, південну. Відмінності діалектів полягають головним чином у фонетиці і лексиці.
Близькоспоріднена з турецькою та кримськотатарською мовами (раніше вважалося, що і азербайджанська, і кримськотатарська є діалектами турецької мови, але сучасні мовознавці так не вважають). Літературна мова розвивається з 13 ст. В основі сучасної літературної мови лежать шемахинський і бакинський діалекти.

## Писемність
Писемність до 1929 на основі арабського алфавіту, в 1929-39 на основі латинського алфавіту, з 1939 — на основі кирилиці. У 2001 році Азербайджан остаточно повернувся до вживання латинського алфавіту.
| Арабиця    | Кирилиця | Латиниця | Вимова IPA |
| ---------- | -------- | -------- | ---------- |
| ﺍ          | А а      | A a      | ɑː         |
| ﺏ          | Б б      | B b      | b          |
| ﺝ          | Ҹ ҹ      | C c      | ʤ          |
| چ          | Ч ч      | Ç ç      | ʧ          |
| ﺩ          | Д д      | D d      | d          |
| ﻩ          | Е е      | E e      | ɛ          |
| ع          | Ә ә      | Ə ə      | æ          |
| ﻑ          | Ф ф      | F f      | f          |
| گ          | Ҝ ҝ      | G g      | ɡʲ         |
| ﻍ          | Ғ ғ      | Ğ ğ      | ɣ          |
| ﺡ, ﻩ       | Һ һ      | H h      | h          |
| ﺥ          | Х х      | X x      | x          |
| ی          | Ы ы      | I ı      | ɯ          |
| ی          | И и      | İ i      | ɪ          |
| ژ          | Ж ж      | J j      | ʒ          |
| ک          | К к      | K k      | k          |
| ﻕ          | Г г      | Q q      | ɡ          |
| ﻝ          | Л л      | L l      | l          |
| ﻡ          | М м      | M m      | m          |
| ﻥ          | Н н      | N n      | n          |
| ﻭ          | О о      | O o      | ɔ          |
| ﻭ          | Ө ө      | Ö ö      | œ          |
| پ          | П п      | P p      | p          |
| ﺭ          | Р р      | R r      | r          |
| ﺙ, ﺱ, ﺹ    | С с      | S s      | s          |
| ﺵ          | Ш ш      | Ş ş      | ʃ          |
| ﺕ, ﻁ       | Т т      | T t      | t          |
| ﻭ          | У у      | U u      | u          |
| ﻭ          | Ү ү      | Ü ü      | y          |
| ﻭ          | В в      | V v      | v          |
| ی          | Ј ј      | Y y      | j          |
| ﺫ, ﺯ, ﺽ, ﻅ | З з      | Z z      | z          |

## Приклад
«Заповіт» Т. Шевченка азербайджанською мовою (переклав Сулейман Рустам):

## Південноазербайджанська мова
Південноазербайджанською розмовляють в іранському Азербайджані (історичному Азербайджані) і, меншою мірою, в сусідніх регіонах Іраку та Туреччини з меншими громадами в Сирії.